# Dimitrios I van Constantinopel
Dimitrios I (Grieks: Πατριάρχης Δημήτριος Α'; Constantinopel, 8 september 1914 – aldaar, 2 oktober 1991) was van 16 juli 1972 tot 2 oktober 1991 oecumenisch patriarch van Constantinopel.

## Vroege carrière
Patriarch Dimitrios I werd in 1914 geboren als Dimitrios Papadopoulos (Grieks: Δημήτριος Παπαδόπουλος) in de wijk Tarabya aan de Bosporus. Hij studeerde aan het grootseminarie van Chalki. In 1937 werd hij tot diaken gewijd waarna hij werkte in Griekenland en Canada. In 1942 werd hij tot priester gewijd en werkte daarna in Perzië voor de kleine orthodoxe gemeenschap daar. Vanaf 1945 werkte hij in Istanboel. In 1964 werd hij hulpbisschop van de patriarch van Constantinopel. Voor zijn verkiezing tot patriarch bekleedde hij de functie van bisschop van Imbros en Tenedos (sinds 15 februari 1972).

## Verkiezing
Turkije had een grote invloed op de verkiezingsprocedure. Naast de eerdere voorwaarden dat alle kandidaten Turkse staatsburgers moeten zijn en hun ambt uitoefenen in Turkije, schrapte de Turkse overheid verschillende namen van de lijst van kandidaten. Hieronder was de kansrijkste kandidaat, metropoliet Melito van Chalcedon, die door patriarch Athenagoras I gezien werd als zijn opvolger.

## Patriarchaat
De ambtsperiode van patriarch Dimitrios I werd gekenmerkt door een verdere toenadering tot de Rooms-Katholieke Kerk. Historisch zijn de beelden van de ontmoeting tussen de patriarch en paus Johannes Paulus II in 1987. Tijdens die ontmoeting verschenen de beide kerkleiders op het balkon van het pauselijk paleis in Vaticaanstad om er gelovigen te zegenen.